# Plinia salamancana
Plinia salamancana là một loài thực vật có hoa trong Họ Đào kim nương. Loài này được (Standl.) Barrie mô tả khoa học đầu tiên năm 2004.